# Neustadt (Brandenburg an der Havel)

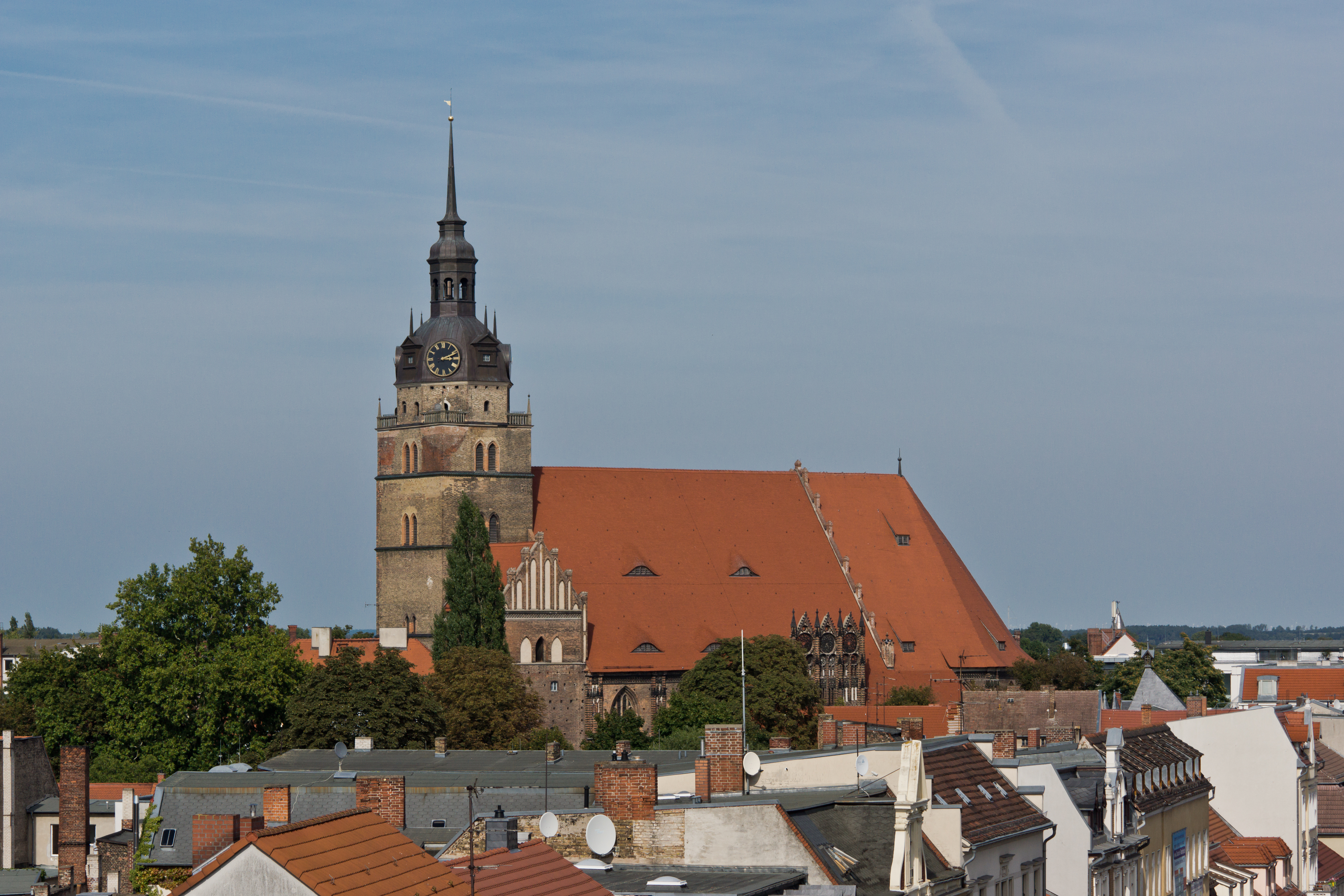
St. Katharinen im Zentrum der Neustadt

Neustadt ist ein Stadtteil von Brandenburg an der Havel. Er wurde 1715 zusammen mit der Altstadt zur Stadt Brandenburg vereinigt. Der Siedlungskern der Neustadt liegt südlich der Havel.

## Geschichte
Erstmals erwähnt wurde Neustadt Brandenburg 1196. Man geht davon aus, dass die Gründung etwa zehn Jahre zuvor erfolgt war. Die Stadt war planmäßig fast kreisrund angelegt worden. Sie lag direkt am Haupthandelsweg von Magdeburg nach Spandau. 1216 wurde die später zur spätgotischen Hallenkirche ausgebaute St. Katharinen erwähnt. Sie war zu dieser Zeit noch eine Feldsteinkirche. 1229 griffen Ritter des Erzbistums Magdeburg die Neustadt an. Gegen 1230 errichteten die Markgrafen von Brandenburg einen eigenen Hof. 1258 wurde der Herrschaftsbereich der Markgrafen Johann I. und Otto III. geteilt. Trennungslinie war der Fluss Havel. So wurde die nördliche Altstadt 1260 Hauptort des Havellandes, die südliche Neustadt Hauptort der Zauche. Im späten 13. Jahrhundert begann man, die vorbestehende hölzerne Stadtbefestigung durch eine Stadtmauer zu ersetzen. Wichtigstes Stadttor war jenes am Steintorturm, an dem die Heerstraße Brandenburg–Magdeburg und weitere Verkehrsweg nach Wittenberg und Belzig begannen. Ein weiterer erhaltener Torturm ist der Mühlentorturm zu Dom Brandenburg. Im 13. Jahrhundert begann man auch, die Havel zwischen Neustadt und Dom aufzustauen, um Mühlen zu betreiben. Nach 1286 gründeten Dominikaner das Kloster St. Pauli im Süden der Stadt.
Im April 1999 wurden in den Kellerräumen des Hauses Steinstraße 39 überraschend menschliche Bestattungen entdeckt. In einer mehrtägigen archäologischen Maßnahme wurden die Gräber untersucht und Skelette und zahlreiche Einzelknochen geborgen. Aufgrund der Keramikfunde wurden die Bestattungen ins 12. bis 14. Jahrhundert datiert. 61 Individuen, die gut bis sehr gut erhalten waren, wurden anthropologisch untersucht. Die Skelettserie war nicht repräsentativ für eine historische Bevölkerung, denn 82 % waren Erwachsene, was eher einer Hospitalbevölkerung entspricht. Es wurden deutlich mehr Männer als Frauen gefunden. Die durchschnittliche Körperhöhe von 158,4 cm war im Vergleich sehr niedrig. Vermutlich wurden hier Personen von niedrigem sozialem Stand bestattet. Die Krankheitsbelastung war mit 80 % auffallend hoch, bei zwei Individuen fanden sich schwere Erkrankungen, aus denen auf einen Hospitalaufenthalt geschlossen werden konnte. Aus den anthropologischen Untersuchungen wurde geschlossen, dass es sich bei den Gräbern um Teile des Friedhofes des Heilig-Geist-Hospitals handeln könnte, das erstmals 1303 erwähnt wurde. Nach der historischen Überlieferung wechselte es mehrmals seinen Standort, der erste Standort war aber bis dato unbekannt.
1305 existierte in der Großen Münzenstraße eine Münzprägeanstalt. Zehn Jahre später wurde Neustadt Rechtsvorort der Mark Brandenburg. Kurze Zeit später verkaufte Waldemar der Stadt den Kiez und Ländereien in der Umgebung. Im 14. Jahrhundert durften sich auch erstmals Juden in der Neustadt ansiedeln. 1322 gab es eine erste Synagoge.
1348 wurde der Schöppenstuhl, der sich in einem Gebäude mittig auf der Havelbrücke zwischen den beiden Orten Alt- und Neustadt befand, erstmals erwähnt. Für die zweite Hälfte des 14. Jahrhunderts ist ein erstes Schulgebäude erwähnt. Zünfte in der Neustadt waren Gewandschneider, Wollweber, Bäcker, Schuhmacher, Schmiede, Schneider, Kürschner, Leineweber, Schuhflicker und Fleischer. Gemeinsam mit der Altstadt musste Neustadt innerhalb eines brandenburgischen Städtebündnisses im Kriegsfall acht Ritter und drei Schützen stellen beziehungsweise diese vor- und unterhalten. 1396 begann man, die Landwehr um Neustadt aufzubauen.
Im 15. Jahrhundert kam die Mark Brandenburg an das Haus Hohenzollern. 1536, zwei Jahre vor der Altstadt, wurde in Neustadt die Reformation eingeführt. Um 1550 wurde der vorherige Stadtgraben vor der südlichen und westlichen Stadtmauer zum Stadtkanal ausgebaut. Vor dem Steintor wurde eine Schleuse, Vorgänger der Stadtschleuse Brandenburg, angelegt. 1564 gab es in der Stadt 762 Häuser. Zwei Jahre später erreichte die Pest die Städte. 2285 Menschen starben in Alt- und Neustadt. Einer weiteren Pestwelle 1598 erlagen 1809 Menschen. Im Dreißigjährigen Krieg wurde ein großer Teil der Bevölkerung getötet oder vertrieben. Man schätzt, dass die Bevölkerung um drei Viertel sank. 586 von 739 Häusern wurden zerstört.
Nach 1660 wurde die Akzise in der Neustadt Brandenburg eingeführt, und ab 1685 siedelten sich nach dem Edikt von Potsdam viele Hugenotten an. 1715 wurden Neustadt und Altstadt Brandenburg nach königlicher Anordnung vereinigt. In der Folge entwickelte sich die Neustadt als brandenburgischer Stadtteil.

## Infrastruktur

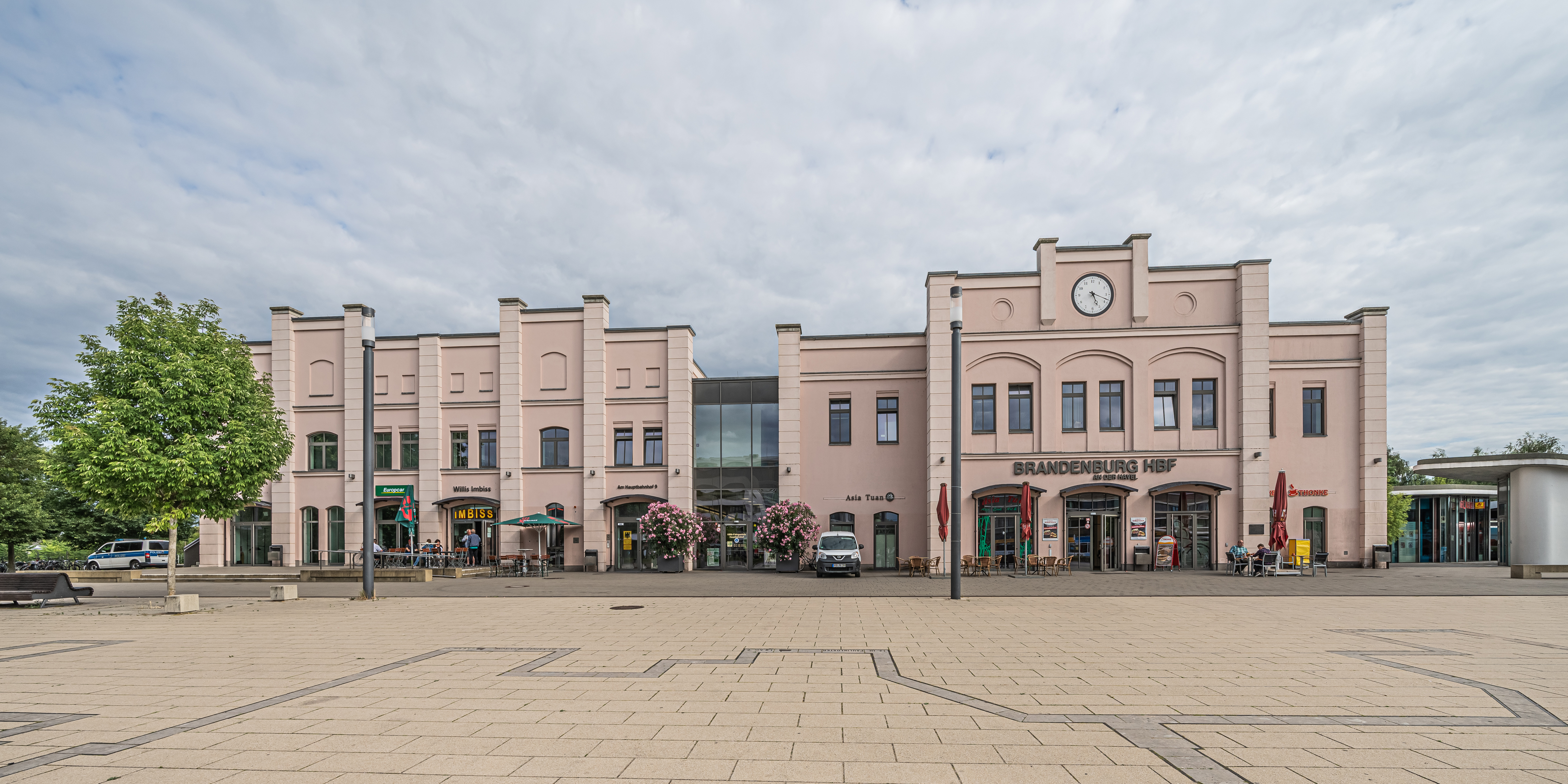
Der Hauptbahnhof

Die Neustadt ist Innenstadtbereich Brandenburgs. Rund um den Neustädtischen Markt, die Hauptstraße, Steinstraße und St.-Annen-Straße entwickelte sich die Haupteinkaufs-, Gewerbe- und Gastronomiezone der Stadt. Dort befinden sich Einkaufscenter, Restaurants, ein Kino und Läden. Ein großer Teil der in der historischen Befestigung bestehenden Bebauung der Neustadt ist als Baudenkmal ausgewiesen.
Im Süden, in der vorstädtischen Erweiterung Bahnhofsvorstadt, liegt der Hauptbahnhof Brandenburg, ein Fern- und Regionalbahnhof. Fernverbindungen führen von München nach Berlin und von Norddeich nach Cottbus, Regionalexpress- und -bahnlinien von Magdeburg über Brandenburg, Potsdam, Berlin, Frankfurt (Oder) nach Cottbus und von Brandenburg nach Rathenow. Daneben wird die Eisenbahn in Brandenburg auch intensiv für den Güterzugverkehr genutzt. Die Straßenbahn der Linien 1, 2 und 6 der Verkehrsbetriebe Brandenburg an der Havel verkehren vom Hauptbahnhof durch die Neustadt in außen liegende Stadtteile. Weiterhin existieren mehrere Buslinien des Tagesverkehrs in verschiedene Stadt- und Ortsteile. Daneben existiert ein Nachtbusverkehr.
Am Theaterpark befindet sich das Brandenburger Theater (BT). Dieses verfügt seit den 1990er Jahren über kein eigenes Ensemble mehr, sondern wird mit Gastspielen bespielt. Jedoch sind die Brandenburger Symphoniker, das größte und renommierteste Symphonieorchester Brandenburgs, am BT beheimatet. Das Archäologische Landesmuseum Brandenburg im Paulikloster wird vom Brandenburgischen Landesamt für Denkmalpflege getragen. Etwa 10.000 archäologische Funde aus dem Land Brandenburg werden gezeigt. Die von Saldern-Gymnasium Europaschule ist das größte Gymnasium und die einzige Europaschule der Stadt. In der alten Neustädtischen Gelehrtenschule ist das Standesamt Brandenburgs untergebracht.
Denkmalgeschützte Sakralbauten in der Neustadt sind neben der Katharinenkirche und dem Paulikloster die Heilige Dreifaltigkeit als katholische Pfarrkirche der Stadt und St. Jakob, die verrückte Kapelle. Auffälliger moderner Kirchenbau ist die Neuapostolische Kirche. Parkanlagen sind der Theaterpark und das Heineufer.